# Costești (Buzău)
Costeşti è un comune della Romania di 4 698 abitanti, ubicato nel distretto di Buzău, nella regione storica della Muntenia.
Il comune è formato dall'unione di 6 villaggi: Budișteni, Costești, Gomoești, Groșani, Pietrosu, Spătaru.